# Rocket Arena
El Rocket Arena es un pabellón deportivo multiusos ubicado en la ciudad de Cleveland, Ohio, Estados Unidos. En él disputan sus partidos como locales los Cleveland Cavaliers de la National Basketball Association, los Cleveland Monsters de la American Hockey League y los Cleveland Gladiators de la Arena Football League.
El recinto fue inaugurado en diciembre de 1994 como Gund Arena, pero en agosto de 2005 cambió de nombre por el de Quicken Loans Arena. Bajo esta denominación, que se mantuvo hasta mediados de 2019, también fue conocido con el sobrenombre de The Q.

## Historia
La construcción del pabellón comenzó el 27 de abril de 1992 como parte del Gateway Sports and Entertainment Complex, un complejo deportivo ubicado en el downtown de Cleveland en el que también se encuentra el Progressive Field, estadio de los Cleveland Indians de las Grandes Ligas de Béisbol. El recinto fue inaugurado oficialmente el 25 de octubre de 1994 con un concierto de Billy Joel. Los Cleveland Cavaliers debutaron en su nueva casa el 8 de noviembre de ese mismo año, en un partido ante los Houston Rockets.
Durante sus primeros once años de vida el pabellón se llamó Gund Arena debido a que Gordon Gund, dueño de los Cavs, se hizo con los naming rights del recinto. En 2005, Gund vendió la franquicia al empresario Dan Gilbert y este cambió el nombre del recinto por el de su empresa Quicken Loans.

## Eventos
Además de infinidad de conciertos de todo tipo, en The Q se celebró el All-Star Weekend de la NBA en 1997. Además, es la sede desde el año 2000 del Torneo masculino de baloncesto de la Mid-American Conference, y desde 2001 también del femenino. También se ha celebrado la Final Four femenina de la NCAA de 2007, y este mismo año, las Finales de la NBA entre Cleveland Cavaliers y San Antonio Spurs. En la arena, se han llevado a cabo varias ediciones de WWE RAW y SmackDown! siendo la arena que marcó el inicio y el fin de la Attitude Era. Además también se han celebrado PPV como Unforgiven en 2008.

## Upgrades
The Cleveland Cavaliers are seeking more than $28 million to make upgrades at Rocket Mortgage FieldHouse, but the nonprofit overseeing the facility says it won’t be able to grant that wish without asking for more public funding.
The team needs $9.8 million to replace the elevators and escalators in the facility, “which are 29 years old and at the end of their life,” and $18.4 million to buy new broadcasting equipment for the control room currently running on spare parts sourced from eBay, Cavalier executives explained Wednesday to the Gateway Economic Development Corporation, which serves as landlord for Rocket Mortgage FieldHouse and Progressive Field.